# Campionati italiani di ciclismo su strada 2008
I Campionati italiani di ciclismo su strada 2008 (Settimana Tricolore 2008), organizzati dal GS Domus, si svolsero in Lombardia nelle province di Bergamo, Brescia e Sondrio dal 21 al 27 giugno 2008.

## Le gare
Allievi maschile e femminile
21 giugno, Montichiari-Montichiari - Cronometro - 11,1 km
Juniores Uomini
21 giugno, Montichiari-Montichiari - Cronometro - 23,2 km
25 giugno, Albano Sant'Alessandro-Torre de' Roveri - In linea - 125,1 km
Juniores Donne
21 giugno, Montichiari-Montichiari - Cronometro - 20 km
26 giugno, Forcola-Forcola - In linea - 79,6 km
Under 23
22 giugno, Montichiari-Montichiari - Cronometro - 33 km
27 giugno, Palazzago-Palazzago - In linea - 163,1 km
Donne Elite
22 giugno, Montichiari-Montichiari - Cronometro - 23,2 km
26 giugno, Forcola-Forcola - In linea - 119,4 km
Elite senza contratto
22 giugno, Montichiari-Montichiari - Cronometro - 33,1 km
27 giugno, Boltiere-Boltiere - In linea - 180 km
Professionisti
22 giugno, Montichiari-Montichiari - Cronometro - 33,1 km
27 giugno, Bergamo-Bergamo - In linea - 254,8 km

## Risultati
| Eventi                        | Oro                  | Tempo                      | Argento           | Tempo     | Bronzo                | Tempo     |
| Professionisti                |                      |                            |                   |           |                       |           |
| Gara in linea dettagli        | Filippo Simeoni      | 6.19'15" Media 40.311 km/h | Giovanni Visconti | s.t.      | Filippo Pozzato       | s.t.      |
| Cronometro dettagli           | Marco Pinotti        | 39'30"15                   | Luca Celli        | a 1'22"19 | Maurizio Biondo       | a 1'25"19 |
| Elite S.C.                    |                      |                            |                   |           |                       |           |
| Gara in linea dettagli        | Giovanni Carini      | 3.52'45" Media 46.402 km/h | Fabrizio Amerighi | s.t.      | Alessandro Bernardini | s.t.      |
| Uomini Under-23               |                      |                            |                   |           |                       |           |
| Gara in linea dettagli        | Damiano Caruso       | 3.40'59" Media 43.587 km/h | Alberto Contoli   | a 58"     | Stefano Pirazzi       | a 1'15"   |
| Cronometro dettagli           | Adriano Malori       | 41'36"72                   | Manuele Boaro     | a 2"68    | Daniel Oss            | a 14"36   |
| Donne Elite                   |                      |                            |                   |           |                       |           |
| Gara in linea dettagli        | Fabiana Luperini     | 3.32'15" Media 33.753 km/h | Tatiana Guderzo   | a 29"     | Giorgia Bronzini      | a 1'28"   |
| Cronometro dettagli           | Tatiana Guderzo      | 31'26"19                   | Anna Zugno        | a 1'31"06 | Silvia Valsecchi      | a 1'41"37 |
| Donne Junior                  |                      |                            |                   |           |                       |           |
| Gara in linea dettagli        | Valentina Scandolara | 2.23'45" Media 33.224 km/h | Rossella Callovi  | a 16"     | Federica Primavera    | s.t.      |
| Cronometro dettagli           | Valentina Dal Bon    | 30'33"17                   | Chiara Capuzzo    | a 2"43    | Mara Ruggeri          | a 45"61   |
| Juniores                      |                      |                            |                   |           |                       |           |
| Gara in linea dettagli        | Mattia Sinigaglia    | 3.01'19" Media 41.364 km/h | Alberto Petitto   | s.t.      | Enzo Sorrentino       | s.t.      |
| Cronometro dettagli           | Massimo Coledan      | 29'11"99                   | Gian Luca Remondi | a 47"38   | Fabio Felline         | a 58"20   |
| Allievi                       |                      |                            |                   |           |                       |           |
| Cronometro maschile dettagli  | Michael Guastini     | 15'30"80                   | Luca Sterbini     | a 6"44    | Marco Giornelli       | a 7"11    |
| Cronometro femminile dettagli | Giulia Donato        | 16'55"09                   | Rossella Ratto    | a 4"96    | Susanna Zorzi         | a 26"40   |